# Magenta (panserskib)
Det franske panserskib Magenta var sammen med søsterskibet Solferino de eneste bredsidearmerede panserskibe, der rådede over to kanondæk. Skibene var bygget af træ, og de var forsynet med en ekstra kraftig vædderstævn, med en 14 ton stålkegle i spidsen. Magenta var opkaldt efter en by i Italien, hvor den franske hær i 1859 vandt en sejr over den østrigske hær.

## Tjeneste
Magenta fik sit artilleri udskiftet flere gange, i takt med at det stod klart, at 16-cm kanonerne var ret virkningsløse mod panser. Skibet var flagskib for den franske Middelhavsflåde. Den 31. oktober 1875 var det på vej tilbage til Frankrig med en stor samling oldtidsfund fra Kartago. Der udbrød brand om bord, og selv om det lykkedes at oversvømme det forreste krudsmagasin, var det umuligt at komme til det agterste magasin. Dermed stod skibet ikke til at redde. Besætningen gik i bådene og tre timer efter brandens opståen eksploderede Magenta og sank i nærheden af flådehavnen Toulon. Vraget blev fundet i april 1994, og en del af oldtidsfundene er bjerget, men de blev hårdt medtaget ved eksplosionen. Fragmenter fra samlingen kan ses på Louvre.